# Man binder os på mund og hånd
"Man binder os på mund og hånd" er en dansk sang skrevet i 1940 til revyen Dyveke. Sangen, der har tekst af Poul Henningsen (PH) og musik af Kai Normann Andersen, blev fremført af Liva Weel.

## Sangteksten
Dyveke blev til i perioden umiddelbart inden den tyske besættelse af Danmark; faktisk var prøverne til forestillingen begyndt dagen forinden, 8. april 1940. Poul Henningsen havde skrevet en tekst med titlen "Det gælder kærlighed og krig" med en anti-nazistisk tekst.
Da Danmark var blevet besat, blev der straks indført censur, og teksterne til revyen måtte indleveres til godkendelse. Det gik så hårdt ud over "Det gælder kærlighed og krig", at PH var nødt til at skrive en helt ny tekst. Det blev "Man binder os på mund og hånd", som var anderledes subtil. Første vers handlede nu om erotik, andet om ægteskab, mens tredje vers handlede om fædrelandskærlighed på en måde, den tyske censur ikke rigtig kunne indvende noget imod, og teksten blev nu godkendt. Publikum forstod dog godt det dybere lag i teksten, og PH har selv fortalt, at der var andægtig tavshed, ikke mindst mens Liva Weel sang dette vers.
Henningsen dæmpede efterfølgende sin tone lidt mod nazismen, men besættelsesmagten holdt godt øje med hans skriverier, og i 1943 valgte han at flygte til  Sverige, hvor han opholdt sig resten af krigen.

## Melodi
Kai Normann Andersens melodi er en tango, hvilket måske er en smule usædvanligt til en revy. Samtidig har journalisten og forfatteren Hans Skaarup beskrevet melodien som "vemodig og opløftende som en uofficiel nationalmelodi." Melodien til "Man binder os på mund og hånd" er en af de 12 Andersen-sange, der kom med i kulturkanonen.

## Eftermæle og andre versioner
"Man binder os på mund og hånd" blev i 1989 optaget i Højskolesangbogen, og i 2004 fik gruppen Outlandish et hit med en moderne fortolkning af sangen i en teksttro udgave med en nyskrevet melodi.
Sangen er endvidere indspillet af Stine Stengade i 2007 på albummet Flere Filmhits.